# 诺伯特·麦克斯·萨缪尔森
诺伯特·麦克斯·萨缪尔森 (1936年生)是一位犹太哲学学者。他拥有亚利桑那州立大学Grossman职位。他已写过13本书和超过200篇论文。
1. ↑  . Arizona State University.   [28 April 2011]. （原始内容存档于2016-08-15）.
2. ↑  . Arizona State University.   [8 May 2011]. （原始内容存档于2016-03-07）.